# Скюруп (община)
Община Скюруп (на шведски: Skurups kommun) е разположена в лен Сконе, югоизточна Швеция с обща площ 196 km2 и население 15 025 души (към 31 декември 2013). Административен център на община Скюруп е едноименния град Скюруп.